# Lomatia belzebul
Lomatia belzebul är en tvåvingeart som först beskrevs av Fabricius 1794.  Lomatia belzebul ingår i släktet Lomatia och familjen svävflugor. Inga underarter finns listade i Catalogue of Life.

## Bildgalleri

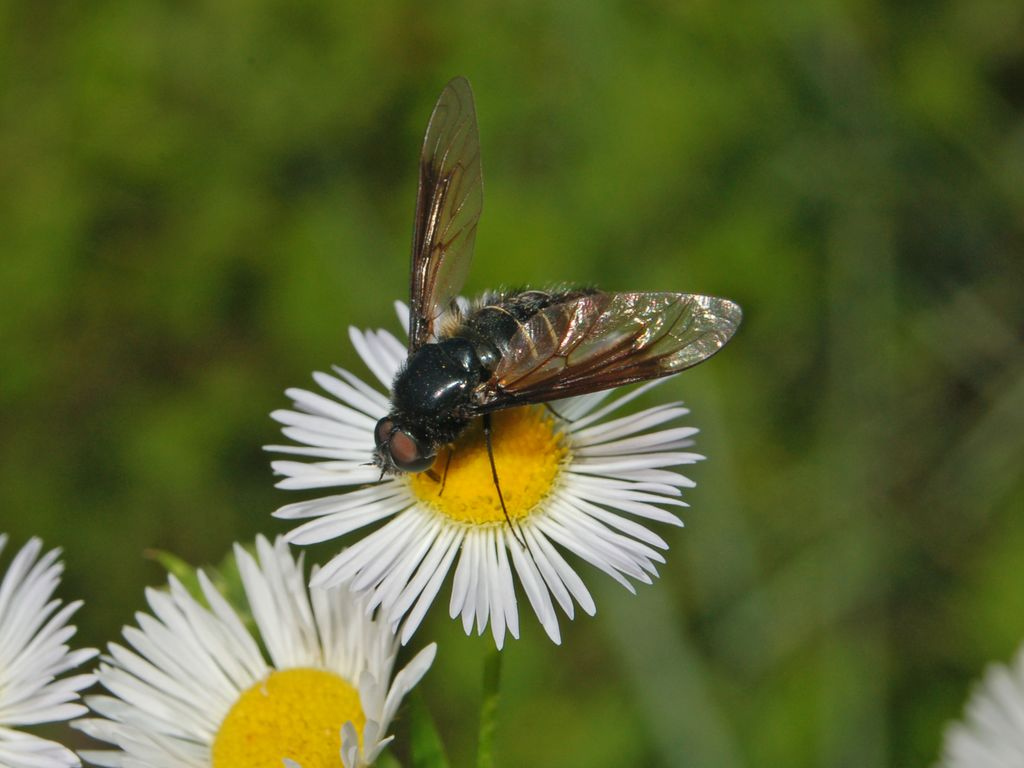